# Ruststrubet dovenfugl
Den ruststrubede dovenfugl (latin: Hypnelus ruficollis) er en fugl i familien af dovenfugle. Den har en længde på 22 cm og vejer 50 g. Den lever især af insekter, firben og andre smådyr, og arten er udbredt i det nordøstlige Colombia og Venezuela.
Ruststrubet dovenfugl hører til slægten Hypnelus, der ifølge nogle autoriteter også omfatter arten tobåndet dovenfugl (H. bicinctus), mens andre regner denne som en underart.